# Кастропіньяно
Кастропіньяно (італ. Castropignano) — муніципалітет в Італії, у регіоні Молізе,  провінція Кампобассо.
Кастропіньяно розташоване на відстані близько 180 км на схід від Рима, 10 км на північний захід від Кампобассо.
Населення — 972 особи (2014).
Щорічний фестиваль відбувається 29 квітня. Покровитель — святий Петро.

## Демографія
Населення за роками:

Станом на 1 січня 2023 року в муніципалітеті офіційно проживало 25 іноземців з 11 країн, серед них 5 громадян країн Євросоюзу та 5 громадян України.

## Сусідні муніципалітети
- Буссо
- Кампобассо
- Казальчипрано
- Фоссальто
- Лімозано
- Оратіно
- Ріпалімозані
- Торелла-дель-Санніо